# Estéron
Der Estéron ist ein Fluss in Frankreich, der in der Region Provence-Alpes-Côte d’Azur verläuft. Er entspringt in den südlichen Voralpen der Seealpen nordwestlich von Nizza, an der Nordflanke des Crête du Teillon, im Gemeindegebiet von Soleilhas, entwässert generell in östlicher Richtung und mündet nach rund 66 Kilometern bei Saint-Martin-du-Var als rechter Nebenfluss in den Var. Auf seinem Weg durchquert der Estéron die Départements Alpes-de-Haute-Provence und Alpes-Maritimes.

## Orte am Fluss
- Soleilhas
- Saint-Auban
- Gars
- Aiglun
- Roquestéron

## Sehenswürdigkeiten
Die Schluchten des Estéron liegen im Regionalen Naturpark Préalpes d’Azur und gehören zu den landschaftlich schönsten in den Voralpen der Seealpen (Provenzalischen Voralpen), wie z. B.
- Clue de Saint-Auban
- Clue d’Aiglun
- Gorges de l’Estéron